# David Minasian
David Minasian (Los Angeles) is een Amerikaans filmproducent. Daarnaast is hij ook multi-instrumentalist en liefhebber van de Britse progressieve rock uit de jaren zeventig.
Minasian begon zijn muzikale loopbaan toen hij vijf jaar oud was en achter de piano kroop. Op zijn vijftiende ging hij professioneel musiceren. Naast de piano speelt Minasian inmiddels alle muziekinstrumenten die benodigd zijn voor het zelf vol spelen van een album. Muzikale voorbeelden zijn The Moody Blues, Genesis, Renaissance, Yes, Alan Parsons Project en Camel.
Hij kreeg onder meer studiotijd toebedeeld van het ooit populaire, dan weer vervloekte en vervolgens weer gewaardeerde duo Captain & Tennille, plaats van handeling San Fernando Valley. Net als de zeer zoetsappige muziek van genoemd duo viel hij met zijn muziek buiten de boot. Eerst was er de discorage, vervolgens kwam punk en daarna de new wave. Na zelf wat muziek te hebben opgenomen, ging Minasian zich meer toeleggen op videoclips. Eerst voor zijn eigen muziek, maar later ook voor Three Dog Night (A Shot in the Dark). Zijn muziek begon ook op te vallen; hij mocht een album opnemen onder producent Patrick Moraz, die toen bij The Moody Blues speelde. Die band kreeg echter een onverwachte hit met Your Wildest Dreams en Moraz moest gaan toeren; Minasians album verdween op de plank.
Zijn loopbaan pruttelde nog wat door toen hij in 1996 gevraagd werd de productie van de dvd-versie Coming of Age te begeleiden. Hij bleef bij de band betrokken, ook gedurende de tijd dat Latimer langdurig lag te herstellen van een levertransplantatie. 

## Muziek
In 2009 begon hij aan een nieuw album. Zijn muziek is vooral geïnspireerd op het album Seventh Sojourn van The Moody Blues uit 1972 en dan met name het lied The Land of Make Believe. Die muziek is ook nog terug te vinden op zijn album Random Acts of Beauty (2010). Inmiddels kreeg Minasian de complimenten van Justin Hayward, zanger van de Moodies en schrijver van Land. It’s a lovely song… I really like the feel of the vocal on there… The guitar solo sound is fabulous and it’s a very Moody track. I’m sure it will be a great album for David aldus Justin Hayward op 7 januari 2010 over nummer Blue Rain). 

## Discografie
- 1984: Tales of Heroes and Lovers (alleen langspeelplaat)
- 1996: It’s Not Too Late
- 2000: Soundtrack van The Joyriders; track 7: So Far from Home
- 2010: Random Acts of Beauty
- 2020: The sound of dreams